# Clítoris
El clítoris es un órgano sexual del aparato genital femenino, presente en mamíferos y otros vertebrados amniotas, incluyendo ofidios, pero no se ha descrito en aves adultas. Aunque se requiere mayor investigación comparativa al respecto, el clítoris muestra gran variación en diferentes especies, siendo en unos casos un órgano totalmente interno y en otros notablemente conspicuo, como en el caso de la hiena moteada. En las hembras humanas, solo su glande es visible, en la parte superior de la vulva, en la intersección de los labios menores, por encima de la apertura de la uretra; internamente se extiende por los labios mayores, el perineo, y rodea el tercio inferior de la vagina.
A diferencia del pene, el homólogo (equivalente) masculino del clítoris, habitualmente no contiene la porción distal (o abertura) de la uretra, y por tanto no se usa para la micción. En la mayoría de especies, el clítoris carece de función reproductiva. Si bien pocos animales orinan a través del clítoris o lo usan para la reproducción, la hiena moteada, que tiene un clítoris particularmente grande, orina, se aparea y da a luz a través de este órgano. Otros mamíferos, tales como los lémures y los monos araña, también tienen clítoris largos.
El clítoris, de naturaleza carnosa y eréctil, es la zona erógena más sensible de las hembras humanas, y es generalmente la fuente anatómica principal del placer sexual femenino humano. En humanos y otros mamíferos, se desarrolla de una excrecencia en el embrión llamada tubérculo genital. Inicialmente no diferenciado, el tubérculo se desarrolla bien en un pene o en un clítoris durante el desarrollo del sistema reproductivo dependiendo de la exposición a andrógenos (que son hormonas primordialmente masculinas). El clítoris es una estructura compleja, y su tamaño y sensibilidad pueden variar. El glande (cabeza) del clítoris humano es aproximadamente del tamaño de un guisante, y se estima que tiene unas 8.000 terminaciones nerviosas sensitivas; es el órgano más inervado de los genitales femeninos, y se ha afirmado tradicionalmente que tiene la única función aparente de proporcionar placer sexual a la mujer.
Además de su análisis anatómico y fisiológico, el clítoris ha sido el sujeto de numerosos análisis y estudios desde el construccionismo social, que abarcan temas de precisión anatómica, desigualdad de género, mutilación genital femenina o la existencia del punto G. Aunque se ha afirmado que en las mujeres la única función conocida del clítoris es brindar placer sexual, es motivo de debate si el clítoris es vestigial, si constituye una adaptación, o si cumple una función reproductiva. Percepciones sociales alrededor del clítoris incluyen la importancia de su papel en el placer sexual femenino, los supuestos sobre su verdadero tamaño y profundidad, y distintas creencias sobre la modificación genital, como el agrandamiento del clítoris, el pirsin en el clítoris o la clitoridectomía. La modificación de los genitales puede deberse a razones estéticas, médicas o culturales.
El conocimiento del clítoris se ve considerablemente afectado por las percepciones culturales sobre el órgano. Algunos estudios demuestran que el conocimiento de su existencia y anatomía es escaso en comparación con el de otros órganos sexuales, y que una mayor educación sobre él podría ayudar a aliviar los estigmas sociales asociados con el cuerpo y el placer sexual femenino, por ejemplo, que el clítoris y la vulva son poco atractivos o que la masturbación femenina es un tabú, además de erradicarse prácticas como la citada mutilación genital.

## Etimología
El origen del vocablo clítoris no es completamente conocido. El Diccionario de la Real Academia de la Lengua solo registra que proviene del griego κλειτορίς (kleitorís). Según el Oxford English Dictionary, la palabra probablemente tenga su origen en el griego antiguo κλειτορίς, derivada tal vez del verbo κλείειν, kleiein, «envainar» o «cerrar». Clitoris es también la palabra en griego para llave, «indicando que los antiguos anatomistas lo consideraban la llave» a la sexualidad femenina. Además de llave, el Online Etymology Dictionary sugiere otras palabras griegas candidatas para la etimología de la palabra, entre ellas un sustantivo que significa cerrojo o gancho, o un verbo que significa «tocar o excitar de manera lasciva», «cosquillear» (un sinónimo de clítoris en el idioma alemán es der Kitzler, «el que hace cosquillas»), si bien este verbo más probablemente deriva de clítoris y no a la inversa, y una palabra que significa «ladera», de la misma raíz que «clímax», uso que también se recoge en el Diccionario Etimológico Castellano en Línea, junto con los de un tipo de piedra.
El plural del vocablo es «clítoris» en castellano y clitorides en latín. El genitivo en latín es clitoridis, como en «glans clitoridis». En la literatura médica y sexológica, el clítoris es llamado a veces como el «pene femenino» o pseudopene, y el término «clítoris» se usa comúnmente para referirse solo a su glande; debido en parte a esto, ha habido varios términos para referirse al órgano que han confundido históricamente su anatomía (ver más adelante).
Según una tradición popular, que se remonta probablemente a la obra del erudito y poeta italiano del siglo XVI Giglio Gregorio Giraldi, en la mitología griega, Clítoris era hija de un guerrero mirmidón, tan pequeña y hermosa que Zeus se enamoró de ella y se metamorfoseó en hormiga para poseerla.

## Estructura

### Desarrollo

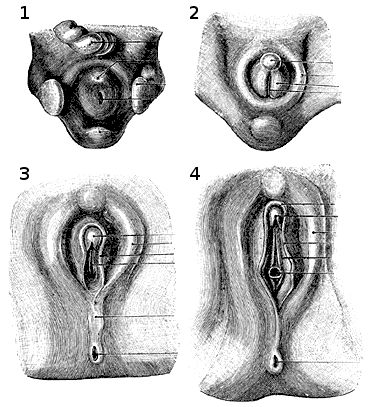
Etapas en el desarrollo del clítoris

En los mamíferos, la diferenciación sexual viene determinada por el esperma que lleva un cromosoma X o un cromosoma Y (masculino). En los seres humanos, el cromosoma Y contiene un gen determinante del sexo (SRY) que codifica un factor de transcripción para la proteína TDF (factor determinante del testículo) y desencadena la creación de testosterona y de la hormona antimülleriana para el desarrollo del embrión en macho. Esta diferenciación comienza unas ocho o nueve semanas después de la concepción. Algunas fuentes afirman que continúa hasta la duodécima semana, mientras que otras afirman que es claramente evidente en la decimotercera semana y que los órganos sexuales están completamente desarrollados para la decimosexta semana.
El clítoris se desarrolla a partir de una excrecencia fálica del embrión llamada tubérculo genital. Inicialmente indiferenciado, el tubérculo se convierte en clítoris o en pene durante el desarrollo del aparato reproductor, dependiendo de la exposición a andrógenos (que son hormonas principalmente masculinas). El clítoris se forma a partir de los mismos tejidos que se convierten en el glande y el cuerpo del pene, y este origen embrionario compartido hace que estos dos órganos sean homólogos (versiones diferentes de la misma estructura).
De ser expuesto a la testosterona, el tubérculo genital se alarga para formar el pene. Mediante la fusión de los pliegues urogenitales – estructuras alargadas en forma de huso que contribuyen a la formación del surco uretral en la cara ventral del tubérculo genital – el seno urogenital se cierra completamente y forma la uretra esponjosa (o bulbosa), y los pliegues labioescrotales se unen para formar el escroto. En ausencia de testosterona, el tubérculo genital permite la formación del clítoris; el crecimiento inicialmente rápido del falo se ralentiza gradualmente y se forma el clítoris. El seno urogenital persiste como vestíbulo de la vagina, los dos pliegues urogenitales forman los labios menores y los pliegues labioescrotales se agrandan para formar los labios mayores, completando los genitales femeninos. Una condición rara que puede desarrollarse a partir de una exposición a los andrógenos superior a la media es la clitoromegalia.

### Anatomía macroscópica e histología

#### General

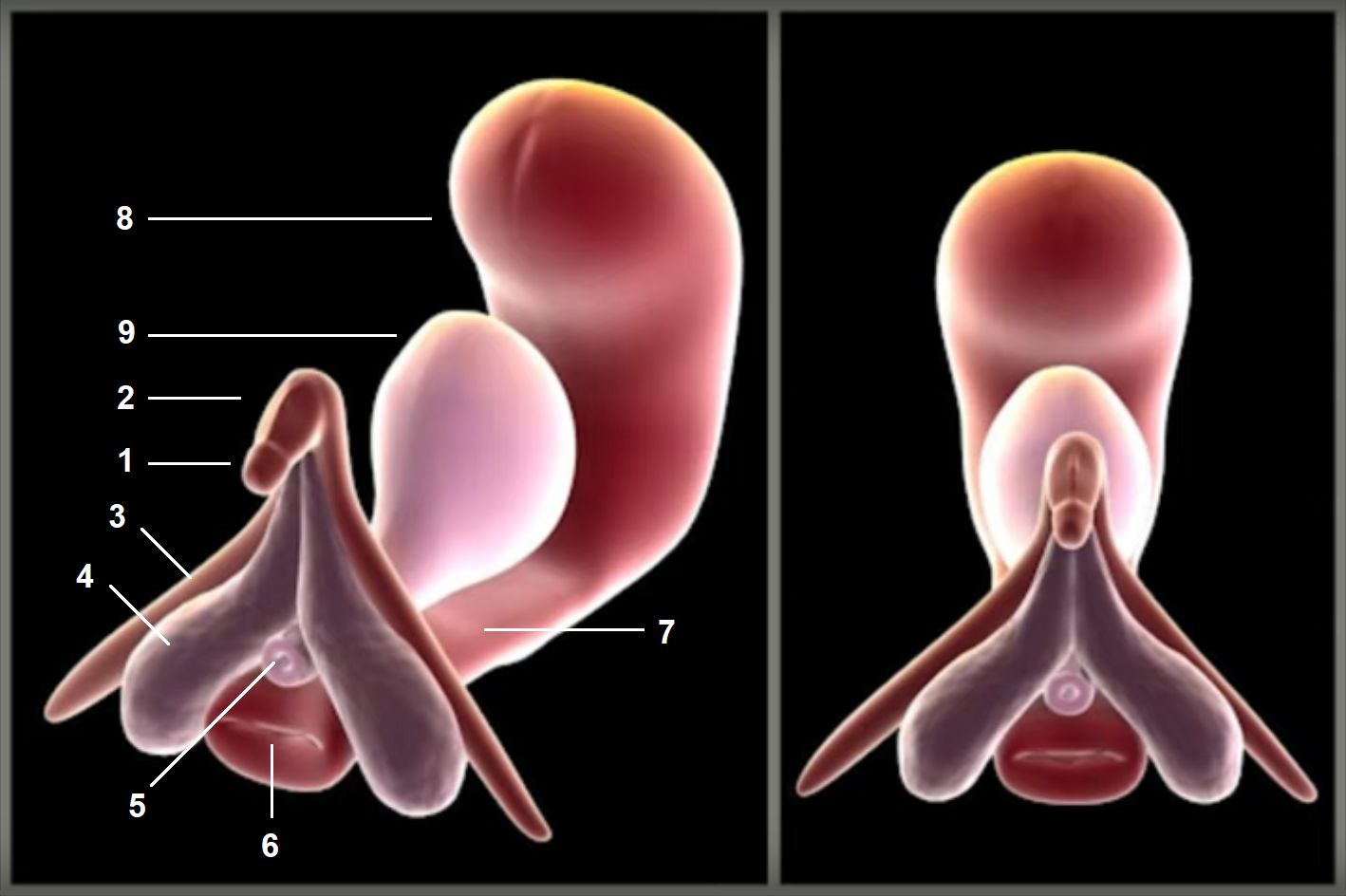
Creada por Helen O'Connell usando IRM, la primera imagen 3D de un clítoris en estado erecto con los órganos adyacentes del útero y la vejiga. 1 Glande del clítoris; 2 Pilar o cuerpo del clítoris; 3 Crus; 4 Cuerpos cavernosos vestibulares (bulbos); 5 Uretra; 6 Orificio vaginal; 7 Vagina; 8 Útero; 9 Vejiga urinaria.

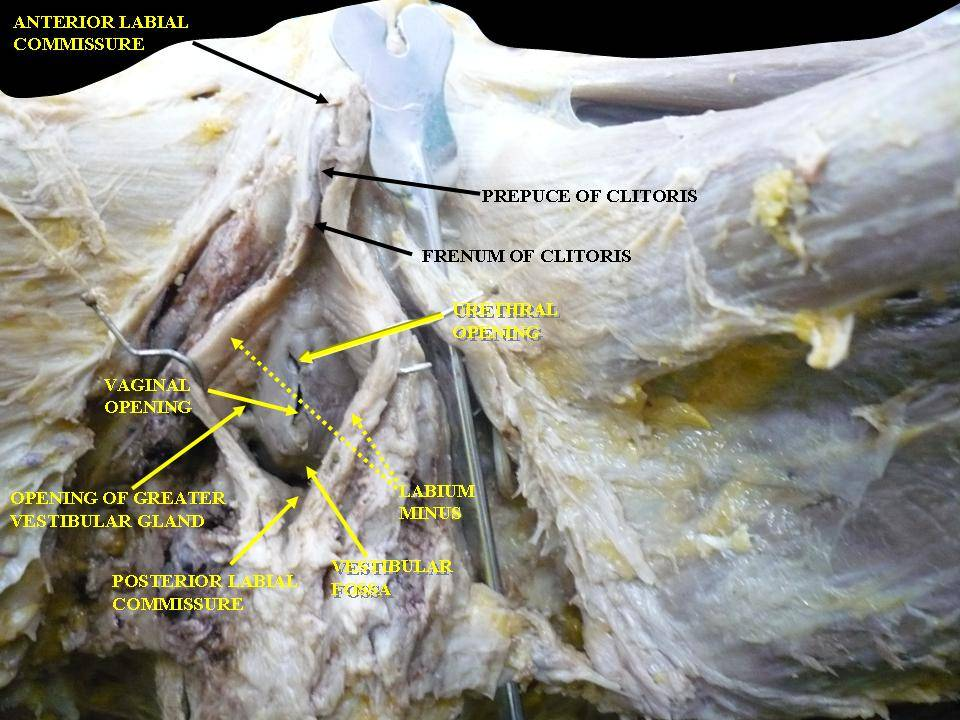
Clítoris; disección profunda

El clítoris contiene componentes externos e internos, y tiene cinco partes, de las cuales cuatro son bilaterales y simétricas. Está formado por el glande (la única parte visible y el elemento impar), el cuerpo o base (que está compuesto por dos estructuras eréctiles conocidas como cuerpos cavernosos) y dos cuerpos pareados o cruras («piernas», singular crus), unidos en la línea media y separados solo por un septo fibroso. Tiene un capuchón o prepucio formado por los labios menores (labios internos). También tiene bulbos vestibulares o clitorales, que se encuentran bajo la piel de los labios mayores y se unen por debajo de la vagina y rodean su entrada y su tercio inferior. El frenillo del clítoris es un frenillo en la superficie inferior del glande y está formado por las dos partes mediales de los labios menores. El cuerpo del clítoris puede denominarse base (o base interna), mientras que la longitud del clítoris entre el glande y el cuerpo también puede denominarse base. La base del clítoris sostiene el glande y su forma puede verse y sentirse a través del prepucio del clítoris.
El glande del clítoris asoma en la parte superior de la vulva. Está parcial o totalmente recubierto, dependiendo del tamaño y el estado de erección o relajación, por un pliegue cutáneo llamado capuchón o prepucio clitorial, formado por la unión, en su parte superior, de los dos labios menores. Es solamente el extremo visible del órgano y se corresponde, ontogénica y morfológicamente al glande del pene masculino.
Todas las partes componentes del clítoris incluyen tejido nervioso y tejido eréctil. Los tejidos eréctiles se llenan de sangre durante la respuesta al estímulo sexual, lo que hace aumentar su tamaño. Las investigaciones indican que el tejido del clítoris se extiende hasta la pared anterior de la vagina. Şenaylı y cols. han afirmado que la evaluación histológica del clítoris, «especialmente de los cuerpos cavernosos, es incompleta porque durante muchos años el clítoris fue considerado un órgano rudimentario y no funcional». Añadieron que Baskin y sus colegas examinaron la masculinización del clítoris después de una disección y, utilizando un programa informático de creación de imágenes tras la tinción tricrómica de Masson, juntaron los especímenes disecados en serie, lo que reveló que los nervios del clítoris rodean el cuerpo (corpus) entero del clítoris.
El clítoris, los bulbos vestibulares, los labios menores y la uretra incluyen dos tipos de tejido vascular (tejido relacionado con los vasos sanguíneos) histológicamente distintos, el primero de los cuales es un tejido trabeculado y eréctil inervado por los nervios cavernosos. El tejido trabeculado tiene un aspecto esponjoso; junto con la sangre, llena los grandes espacios vasculares dilatados del clítoris y los bulbos. Debajo del epitelio de las zonas vasculares hay músculo liso. Como indican las investigaciones de Yang y cols., también es posible que el lumen uretral (el espacio o cavidad interior abierta de la uretra), que está rodeado de tejido esponjoso, tenga un tejido que «es gruesamente distinto del tejido vascular del clítoris y los bulbos, y en la observación macroscópica, es más pálido que el tejido oscuro» del clítoris y los bulbos. El segundo tipo de tejido vascular es no eréctil, y puede consistir en vasos sanguíneos dispersos dentro de una matriz fibrosa y con solo una cantidad mínima de músculo liso.

## Fisiología y función

### Actividad sexual

#### General
El clítoris tiene una abundancia de terminaciones nerviosas y es la zona erógena más sensible de la hembra humana y, por lo general, la principal fuente anatómica de placer sexual femenino. Cuando se estimula sexualmente, puede incitar la excitación sexual femenina. La estimulación sexual, incluida la excitación, puede ser resultado de la estimulación mental, los juegos preliminares con una pareja sexual o la masturbación, y puede conducir al orgasmo. La estimulación sexual más eficaz del órgano suele ser manual u oral (cunnilingus), lo que suele denominarse estimulación directa del clítoris; en los casos que implican penetración sexual, estas actividades también pueden denominarse estimulación adicional o asistida del clítoris.
La estimulación directa del clítoris implica la estimulación física de la anatomía externa del clítoris: glande, capuchón o prepucio y cuerpo externo. La estimulación de los labios menores (labios internos), gracias a su conexión externa con el glande y el prepucio, puede tener el mismo efecto que la estimulación directa del clítoris. Aunque estas zonas también pueden recibir una estimulación física indirecta durante la actividad sexual, como cuando se produce una fricción con los labios mayores (labios externos), la estimulación indirecta del clítoris se atribuye más comúnmente a la penetración pene-vaginal. La penetración pene-anal también puede estimular indirectamente el clítoris a través de los nervios sensoriales compartidos (especialmente el nervio pudendo, que emite los nervios anales inferiores y se divide en dos ramas terminales: el nervio perineal y el nervio dorsal del clítoris).
Debido a la alta sensibilidad del glande del clítoris, la estimulación directa del mismo no siempre es placentera; en cambio, la estimulación directa del prepucio o de las zonas cercanas al glande suele ser más placentera, y la mayoría de las mujeres prefieren utilizar el prepucio para estimular el glande, o que el glande se enrolle entre los labios mayores, para un contacto indirecto. También es habitual que las mujeres disfruten suaves caricias en el cuerpo o base del clítoris, junto con ocasionales movimientos circulares sobre el glande. Esto puede ser con o sin penetración manual de la vagina, mientras que otras mujeres disfrutan de que se les acaricie la zona entera de la vulva. En contraposición al uso de dedos secos, la estimulación con dedos bien lubricados, ya sea con lubricación vaginal o con un lubricante íntimo, suele ser más placentera para la anatomía externa del clítoris.
Dado que la ubicación externa del clítoris no permite la estimulación directa mediante la penetración sexual, cualquier estimulación externa del clítoris mientras se está en la posición del misionero suele provenir de la zona del hueso púbico, del movimiento de las ingles al entrar en contacto. Por ello, algunas parejas pueden adoptar la postura de la mujer arriba o la técnica de alineación coital, una posición sexual que combina la variante alta del misionero con movimientos de presión y contrapresión realizados por cada miembro de la pareja al ritmo de la penetración sexual, para maximizar la estimulación del clítoris. Las parejas de lesbianas pueden practicar el tribadismo para conseguir una amplia estimulación del clítoris o para una estimulación mutua del clítoris durante el contacto de cuerpo entero. También se puede practicar una presión del pene con un movimiento deslizante o circular contra el clítoris (sexo intercrural), o la estimulación mediante el movimiento contra otra parte del cuerpo (p. ej., uno de los muslos de la pareja). Se puede utilizar un vibrador (p. ej., un vibrador de clítoris), un consolador u otro juguete sexual. Otras mujeres estimulan el clítoris con una almohada u otro objeto inanimado, con un chorro de agua del grifo de la bañera o la ducha, o cerrando las piernas y meciéndose.
Durante la excitación sexual, el clítoris y el conjunto de los genitales se inflaman y cambian de color a medida que los tejidos eréctiles se llenan de sangre (vasocongestión), y la persona experimenta contracciones vaginales. Los músculos isquiocavernoso y bulbocavernoso, que se insertan en los cuerpos cavernosos, se contraen y comprimen la vena dorsal del clítoris (la única vena que drena la sangre de los espacios de los cuerpos cavernosos), y la sangre arterial continúa un flujo constante y al no tener forma de drenar, llena los espacios venosos hasta que se vuelven turgentes y se llenan de sangre. Esto es lo que lleva a la erección del clítoris.
El glande del clítoris duplica su diámetro con la excitación y, tras mayor estimulación, se vuelve menos visible al quedar cubierto por la inflamación de los tejidos del prepucio del clítoris. Tal inflamación protege el glande del contacto directo, ya que en esta fase el contacto directo puede ser más irritante que placentero. La vasocongestión finalmente desencadena un reflejo muscular que expulsa la sangre atrapada en los tejidos circundantes y conduce al orgasmo. Poco tiempo después de que la estimulación haya cesado, sobre todo si se ha alcanzado el orgasmo, el glande vuelve a ser visible y regresa a su estado normal, con unos segundos (normalmente entre 5 y 10) para volver a su posición normal y entre 5 y 10 minutos para volver a su tamaño original. Si no se alcanza el orgasmo, el clítoris puede permanecer congestionado durante unas horas, lo que suele resultar incómodo para las mujeres. Además, el clítoris es muy sensible después del orgasmo, lo que hace que una mayor estimulación sea inicialmente dolorosa para algunas mujeres.

#### Factores clitorales y vaginales relacionados con el orgasmo
Las estadísticas generales indican que entre el 70 y el 80 por ciento de las mujeres necesitan una estimulación directa del clítoris (una fricción manual, oral o concentrada en las partes externas del clítoris) para alcanzar el orgasmo. La estimulación indirecta del clítoris (por ejemplo, mediante la penetración vaginal) también puede ser suficiente para el orgasmo femenino. La zona cercana a la entrada de la vagina (el tercio inferior) contiene casi el 90 por ciento de las terminaciones nerviosas vaginales, y hay zonas en la pared vaginal anterior y entre la unión superior de los labios menores y la uretra que son especialmente sensibles, pero el placer sexual intenso, incluido el orgasmo, únicamente a partir de la estimulación vaginal es ocasional o no existe porque la vagina tiene un número significativamente menor de terminaciones nerviosas que el clítoris.
El debate sobre la cantidad de terminaciones nerviosas vaginales comenzó con Alfred Kinsey. Aunque la teoría de Sigmund Freud según la cual los orgasmos clitorianos son un fenómeno prepuberal o adolescente y que los orgasmos vaginales son algo que solo experimentan las mujeres físicamente maduras había sido criticada anteriormente, Kinsey fue el primer investigador que criticó duramente la teoría. A través de sus observaciones de la masturbación femenina y de entrevistas con miles de mujeres, Kinsey descubrió que la mayoría de las mujeres que observó y encuestó no podían alcanzar orgasmos vaginales, un hallazgo que también estaba respaldado por su conocimiento de la anatomía de los órganos sexuales. La investigadora Janice M. Irvine afirmó que «criticó a Freud y a otros teóricos por proyectar en las mujeres construcciones masculinas de la sexualidad» y «consideraba el clítoris como el centro principal de la respuesta sexual». Consideraba, según Irvine, que la vagina era «relativamente poco importante» para la satisfacción sexual, y relataba que «pocas mujeres introducían dedos u objetos en sus vaginas cuando se masturbaban». Creyendo que los orgasmos vaginales son «una imposibilidad fisiológica» en tanto la vagina no tiene suficientes terminaciones nerviosas para el placer sexual o el clímax, «concluyó que la satisfacción producto de la penetración del pene [es] principalmente psicológica o tal vez el resultado de sensación referida».
Las investigaciones de Masters y Johnson, así como las de Shere Hite, apoyaron en general las conclusiones de Kinsey sobre el orgasmo femenino. Masters y Johnson fueron los primeros investigadores en determinar que las estructuras del clítoris rodean y se extienden a lo largo y dentro de los labios vaginales. Observaron que tanto el orgasmo clitoriano como el vaginal tienen las mismas fases de respuesta física, y descubrieron que la mayoría de sus participantes solo podían alcanzar orgasmos clitorianos, mientras que una minoría alcanzaba orgasmos vaginales. Sobre esta base, argumentaron que la estimulación del clítoris es la fuente de ambos tipos de orgasmos, razonando que el clítoris se estimula durante la penetración por la fricción contra su capuchón. La investigación llegó en la época del movimiento feminista de segunda ola, que inspiró a feministas a rechazar la distinción entre orgasmos clitorianos y vaginales. La feminista Anne Koedt argumentó que, dado que los hombres «tienen orgasmos esencialmente por fricción con la vagina» y no con la zona del clítoris, esta es la razón por la que no se había analizado adecuadamente la biología de las mujeres. «Hoy en día, con un amplio conocimiento de la anatomía, con [C. Lombard Kelly], Kinsey y Masters y Johnson, por mencionar solo algunas fuentes, no existe ignorancia sobre el tema [del orgasmo femenino]», afirmó en su artículo de 1970 El mito del orgasmo vaginal. Y añadió: «Hay, con todo, razones sociales por las que este conocimiento no se ha popularizado. Vivimos en una sociedad masculina que no ha buscado cambio en el papel de la mujer».
En apoyo de una relación anatómica entre el clítoris y la vagina se encuentra un estudio publicado en 2005, en el que se investigó el tamaño del clítoris; la uróloga australiana Helen O'Connell, descrita como la iniciadora del discurso entre profesionales de la medicina convencional para volver a centrarse en el clítoris y redefinirlo, observó una relación directa entre las crura o raíces del clítoris y el tejido eréctil de los bulbos y cuerpos clitoreanos, y las distales uretra y vagina, mientras utilizaba la tecnología de imágenes por resonancia magnética (IRM). Mientras que algunos estudios, usando ecografía, han encontrado pruebas fisiológicas del supuesto punto G en mujeres que reportan tener orgasmos durante el coito vaginal, O'Connell sostiene que esta relación interconectada es la explicación fisiológica del conjeturado punto G y la experiencia de orgasmos vaginales, teniendo en cuenta la estimulación de las partes internas del clítoris durante la penetración vaginal. «La pared vaginal es, de hecho, el clítoris», afirmó. «Si se levanta la piel de la vagina en las paredes laterales, se encuentran los bulbos del clítoris – masas triangulares y en forma de media luna de tejido eréctil». O'Connell y cols., tras realizar disecciones en genitales femeninos de cadáveres y utilizar fotografía para trazar un mapa de la estructura de los nervios del clítoris, afirmaron en 1998 que hay más tejido eréctil asociado al clítoris del que se describe generalmente en los libros de texto de anatomía y, por tanto, ya eran conscientes de que el clítoris es más que solo su glande. Llegaron a la conclusión de que algunas mujeres tienen tejidos y nervios clitorianos más extensos que otras, sobre todo después de haber observado esto en cadáveres jóvenes en comparación con los de edad avanzada, y por lo tanto, mientras que la mayoría de las mujeres solo pueden alcanzar el orgasmo mediante estimulación directa de las partes externas del clítoris, la estimulación de los tejidos más generalizados del clítoris a través del coito vaginal puede ser suficiente para otras.
Los investigadores franceses Odile Buisson y Pierre Foldès han reportado hallazgos similares a los de O'Connell. En 2008, publicaron la primera ecografía completa en 3D del clítoris estimulado y la volvieron a publicar en 2009 con investigación adicional, demostrando las formas en las que el tejido eréctil del clítoris se inflama y rodea la vagina. Con base en sus hallazgos, argumentaron que las mujeres pueden ser capaces de alcanzar el orgasmo vaginal a través de la estimulación del punto G, ya que el clítoris, altamente inervado, se acerca a la pared anterior de la vagina cuando la mujer está excitada sexualmente y durante la penetración vaginal. Afirman que, dado que la pared frontal de la vagina está inextricablemente unida a las partes internas del clítoris, estimular la vagina sin activar el clítoris puede ser casi imposible. En su estudio publicado en 2009, los «planos coronales durante la contracción perineal y la penetración con el dedo demostraron una estrecha relación entre la raíz del clítoris y la pared vaginal anterior». Buisson y Foldès sugirieron «que la especial sensibilidad de la pared vaginal anterior inferior podría explicarse por la presión y el movimiento de la raíz del clítoris durante una penetración vaginal y la posterior contracción perineal».
El investigador Vincenzo Puppo, si bien concuerda en que el clítoris es el centro del placer sexual femenino y cree que no hay pruebas anatómicas del orgasmo vaginal, discrepa de las descripciones terminológicas y anatómicas del clítoris que hacen O'Connell y otros investigadores (como referirse a los bulbos vestibulares como «bulbos clitorianos») y afirma que «el clítoris interno» no existe porque el pene no puede entrar en contacto con la congregación de múltiples nervios/venas situadas hasta el ángulo del clítoris, detallado por el anatomista alemán George Ludwig Kobelt, ni con las raíces del clítoris, que no tienen receptores sensoriales ni sensibilidad erógena, durante el coito vaginal. La opinión de Puppo contrasta con la creencia generalizada entre los investigadores de que los orgasmos vaginales son el resultado de la estimulación del clítoris; reafirman que el tejido del clítoris se extiende, o al menos es estimulado por sus bulbos, incluso en la zona más comúnmente reportada como el punto G.
También se ha teorizado que el punto G es análogo a la base del pene masculino, y el investigador Amichai Kilchevsky ha afirmado que, dado que el desarrollo fetal femenino es el estado «por defecto» en ausencia de una exposición sustancial a hormonas masculinas y que, por tanto, el pene es esencialmente un clítoris agrandado por dichas hormonas, no hay ninguna razón evolutiva para que las mujeres tengan una entidad adicional al clítoris que pueda producir orgasmos. La dificultad general de alcanzar orgasmos por vía vaginal, que es un predicamento que probablemente se deba a que la naturaleza facilita el proceso de gestación reduciendo drásticamente el número de terminaciones nerviosas vaginales, pone en entredicho los argumentos de que los orgasmos vaginales ayudan a fomentar el tener relaciones sexuales para facilitar la reproducción. Sin embargo, un estudio de la Universidad de Rutgers, publicado en 2011, que fue el primero en mapear los genitales femeninos en la parte sensorial del cerebro, apoya la existencia de un punto G distinto; los escáneres indicaron que el cerebro registraba sensaciones distintas entre la estimulación del clítoris, el cuello uterino y la pared vaginal – donde se reporta que está el punto G – cuando varias mujeres se autoestimulaban en una máquina de resonancia magnética funcional (fMRI). Barry Komisaruk, responsable de los resultados de la investigación, declaró que considera que «el grueso de las pruebas demuestra que el punto G no es algo concreto» y que es «una región, es una convergencia de muchas estructuras diferentes».

### Perspectivas de vestigialidad, adaptativas y reproductivas
También ha sido motivo de debate si el clítoris es vestigial, una adaptación o cumple una función reproductiva. El psicólogo evolutivo Geoffrey Miller ha señalado que las antropólogas Helen Fisher, Meredith Small y Sarah Blaffer Hrdy «han considerado el orgasmo clitoriano como una adaptación legítima por derecho propio, con implicaciones importantes para el comportamiento sexual femenino y la evolución sexual». Al igual que Lynn Margulis y Natalie Angier, Miller cree que «el clítoris humano no muestra signos aparentes de haber evolucionado directamente a través de la elección de pareja masculina. No es especialmente grande, ni de colores brillantes, ni tiene una forma específica, ni se muestra selectivamente durante el cortejo». Lo contrasta con hembras de otras especies, como los monos araña o las hienas manchadas, que tienen un clítoris tan largo como el pene de los machos. Según Miller, el clítoris humano «podría haber evolucionado para ser mucho más llamativo si los machos hubieran preferido parejas sexuales con clítoris más grandes y brillantes» y que «su diseño poco llamativo combinado con su exquisita sensibilidad sugiere que el clítoris es importante no como objeto de elección de pareja masculina, sino como mecanismo de elección femenina».
Si bien Miller afirma que científicos hombres como Stephen Jay Gould o Donald Symons «han considerado el orgasmo clitoriano femenino como un efecto secundario evolutivo de la capacidad masculina para el orgasmo peneano» y que «sugirieron que el orgasmo clitoriano no puede tratarse de una adaptación porque es demasiado difícil de alcanzar», Gould admitía que «la mayoría de orgasmos femeninos proceden del clítoris y no de la vagina (o de otro sitio)» y que su creencia de que no es una adaptación «ha sido ampliamente malinterpretada como una negación del valor adaptativo del orgasmo femenino en general o incluso como una afirmación de que los orgasmos femeninos carecen de importancia en un sentido más amplio». Gould afirmó que, aunque acepta que «el orgasmo clitoriano desempeña un papel placentero y central en la sexualidad femenina y sus alegrías», «[t]odos estos atributos favorables, sin embargo, surgen con la misma claridad y facilidad, tanto si el lugar clitoriano del orgasmo surgió como una enjuta como si se trata de una adaptación». Añadió que los «biólogos hombres que se preocupaban por [las cuestiones adaptacionistas] simplemente asumieron que un lugar profundamente vaginal, más cercano a la región de la fertilización, ofrecería un mayor beneficio selectivo» debido a sus creencias darwinianas, summum bonum, sobre un mayor éxito reproductivo.
De forma similar a las creencias de Gould sobre perspectivas adaptacionistas y que «a las hembras les crecen pezones como adaptaciones para la lactancia, y a los machos les crecen pezones más pequeños no utilizados como una enjuta basada en el valor de canales de desarrollo únicos», Elisabeth Lloyd ha sugerido que hay poca evidencia que sustente una explicación adaptacionista del orgasmo femenino. La sexóloga y psicóloga Meredith L. Chivers afirmó que «Lloyd considera el orgasmo femenino como un resto ontogenético; las mujeres tienen orgasmos porque la neurofisiología urogenital para el orgasmo está tan fuertemente seleccionada en los machos que este modelo de desarrollo se expresa en las hembras sin afectar a la aptitud» y esto es similar a que «los machos tengan pezones que no sirven para ninguna función relacionada con la aptitud».
En el congreso de 2002 de la Sociedad de Mujeres en Filosofía, Nancy Tuana argumentó que el clítoris es innecesario en la reproducción, y afirmó que se ha ignorado por «miedo al placer. Es placer separado de la reproducción. Ese es el miedo». Concluía que este miedo causa ignorancia, que vela la sexualidad femenina. O'Connell afirmó: «Se reduce a la rivalidad entre los sexos: la idea de que un sexo es sexual y el otro reproductivo. La verdad es que ambos son sexuales y ambos son reproductivos». O'Connell reiteró que los bulbos vestibulares parecen formar parte del clítoris y que la uretra distal y la vagina son estructuras íntimamente relacionadas, aunque no tengan carácter eréctil, que forman un conjunto de tejidos con el clítoris que parece ser el lugar de la función sexual femenina y del orgasmo.
El fisiólogo británico Roy Levin ha sugerido recientemente una función reproductiva no considerada del clítoris, considerando que varios cambios fisiológicos en el tracto genital femenino producidos por estimulación clitoridea facilitan la respuesta del tracto genital femenino a los espermatozoides y que otros cambios fisiológicos tienen como función aumentar la información sensorial erótica proveniente del pene. Según Levin, estos cambios fisiológicos preparan al tracto genital femenino para la posibilidad entrada de semen, facilitando la reproducción. En particular, Levin destaca que la estimulación del clítoris produce (a) aumentos en la tasa cardíaca y presión sanguínea que aumentan el flujo sanguíneo vaginal y disminuyen la vasomotilidad, (b) aumenta la lubricación vaginal, facilitando la penetración penil, (c) aumenta la presión parcial vaginal, lo que facilita la motilidad de los espermatozoides y su metabolismo aeróbico aumentando la producción de energía, (d) produce una neutralización parcial de la acidez vaginal basal, (e) y la activación de cambios que demoran el transporte de esperma desde la vagina, además de (f) el aumento en la temperatura vaginal que aumenta la excitación sexual masculina.

## Tamaño
De acuerdo con un metaanálisis de 2023, todas las estructuras eréctiles y no eréctiles del clítioris muestran gran variedad en tamaño. El cuerpo del clítoris puede llegar a tener un tamaño de 15 a 23 mm en toda su longitud, mientras que el glande clitoridiano mide entre 3 y 4 mm de ancho, y entre 4 y 5 mm de largo, en estado de reposo; en erección puede alcanzar de 17 a 25 mm de longitud.

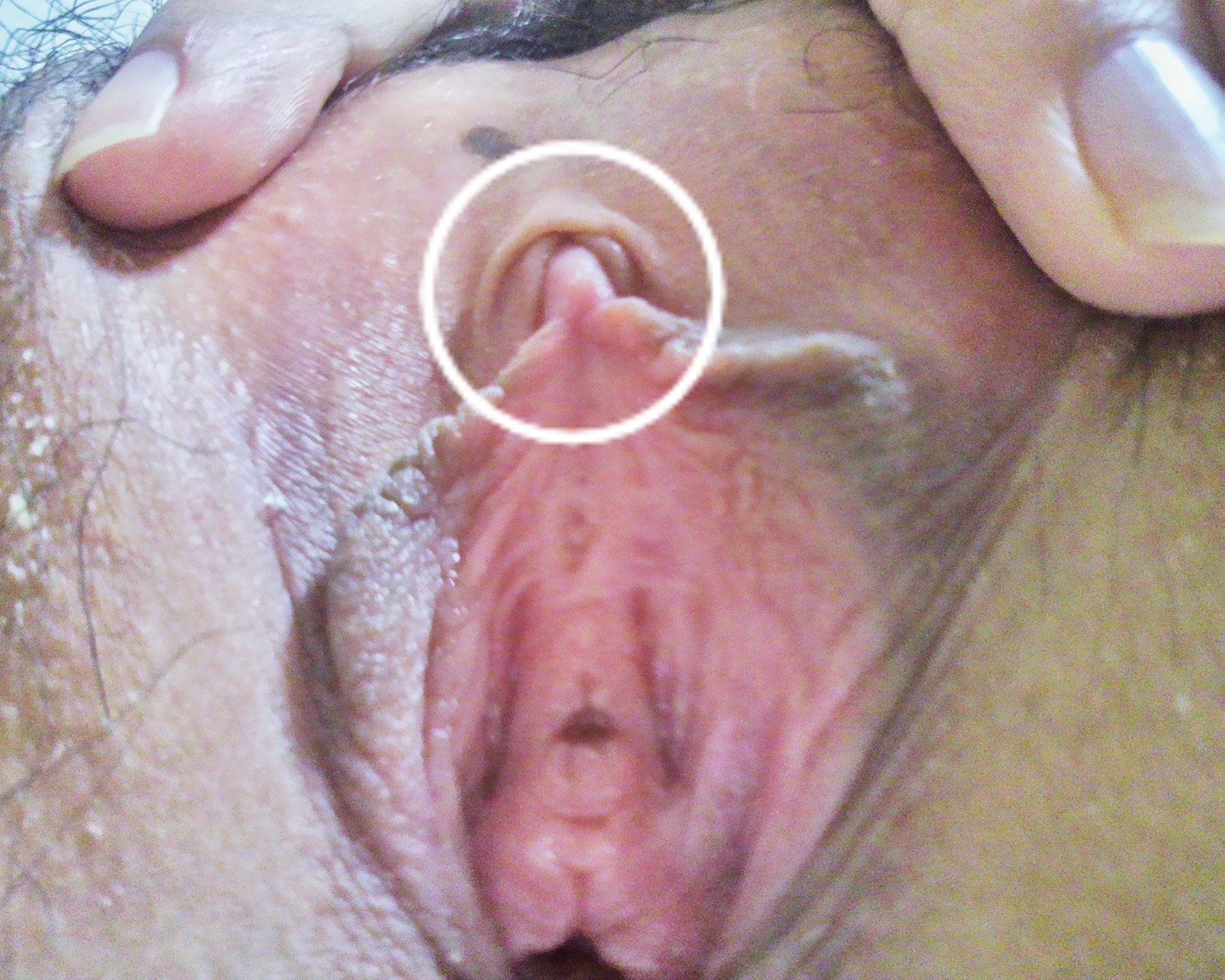
Clítoris mostrando el capuchón retraído y los frenillos del clítoris
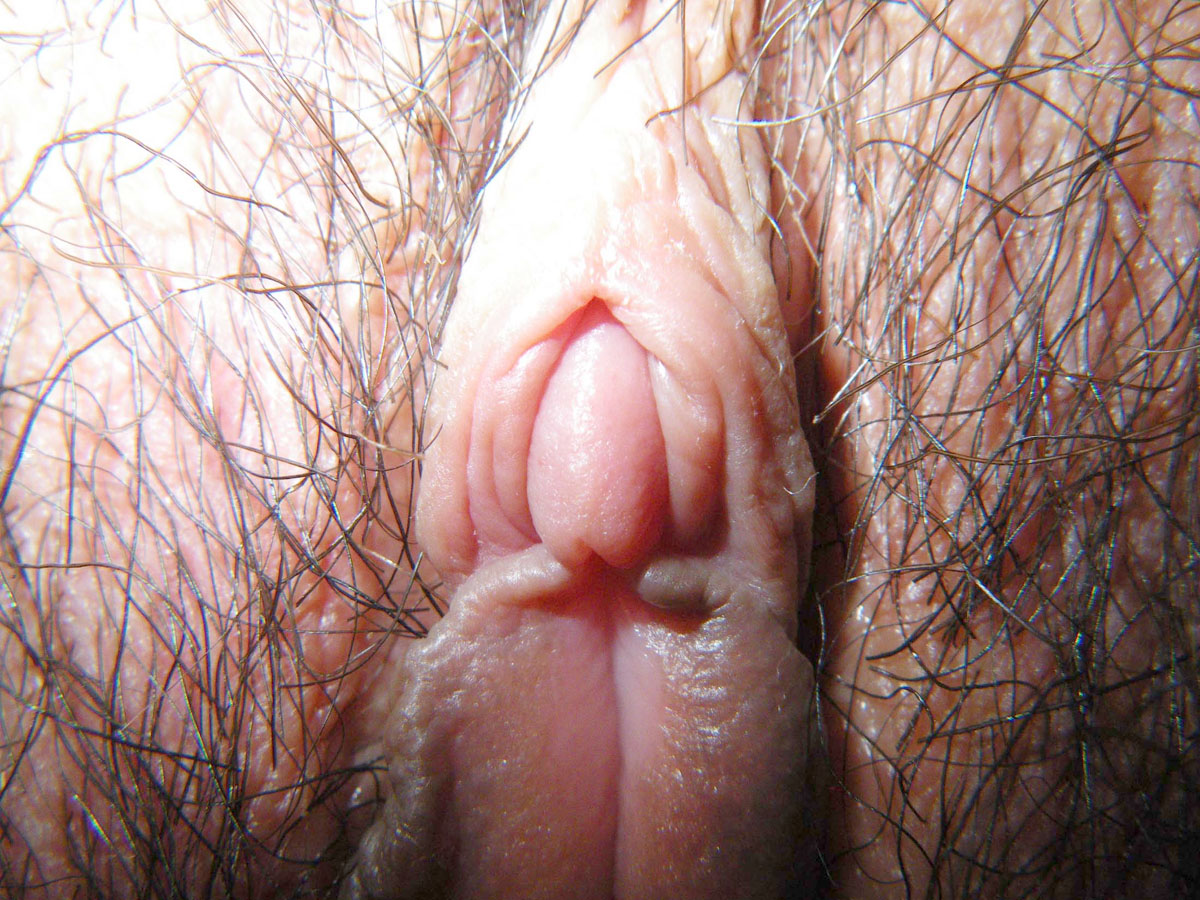
Clítoris descubierto
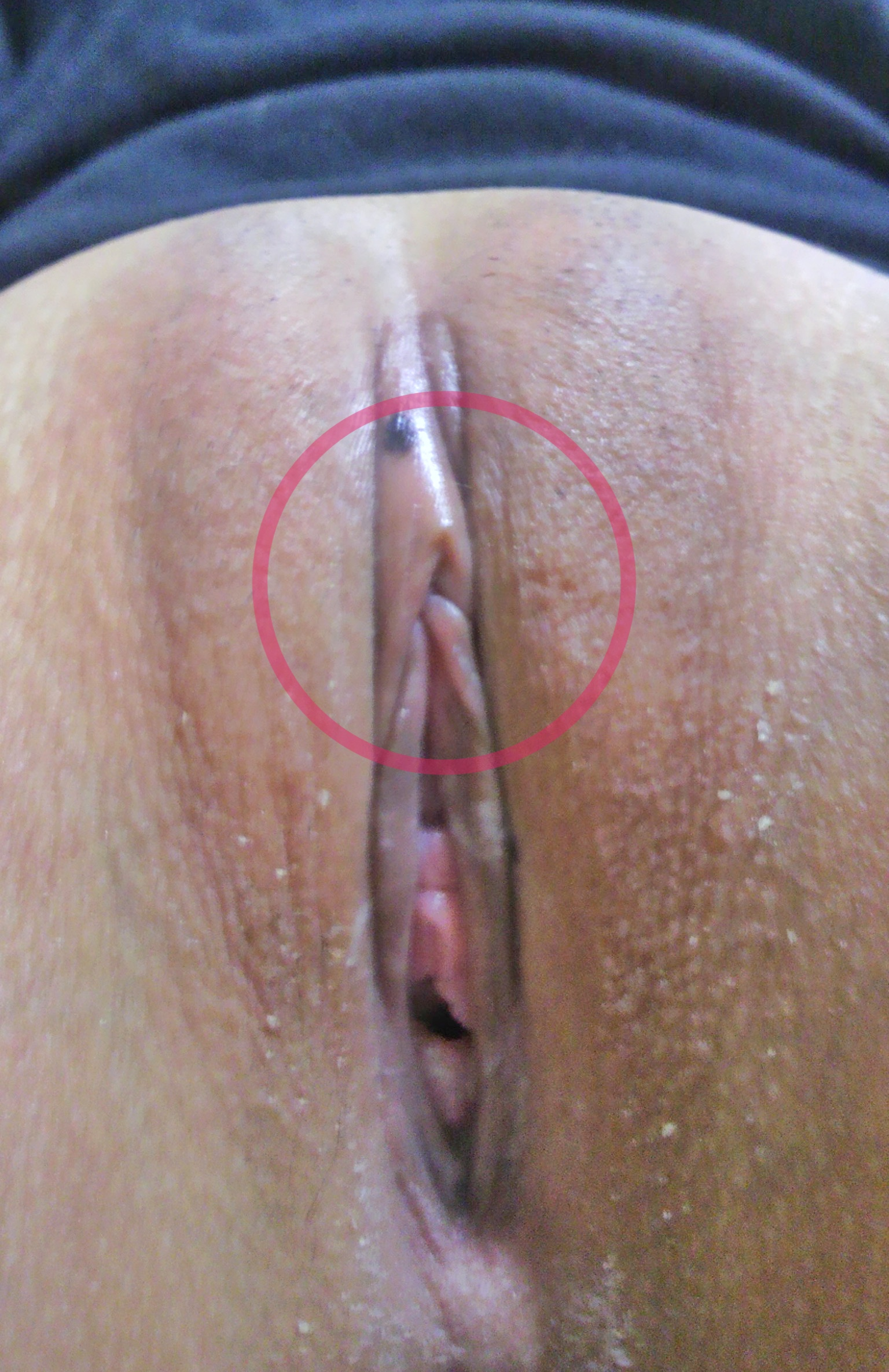
Clítoris cubierto completamente por el capuchón

## Estimulación
La estimulación del clítoris tiene lugar durante la masturbación o el acto sexual. Dependiendo de la situación, como por ejemplo, una pareja heterosexual u homosexual, la postura, etc., se pueden estimular sus partes de distintas maneras, tanto directa como indirectamente. Para la masturbación del clítoris por el glande (la parte visible), es recomendable hacerlo indirectamente y con lubricación, ya sea producida por el propio cuerpo o artificial. El clítoris al extenderse por dentro puede llevar al orgasmo o clímax también por estimulación interna, es decir, todos los orgasmos son clitorianos.

## Ablación del clítoris
En algunos países se practica la infibulación o la ablación —mutilación total o parcial— del glande del clítoris y de otras partes del aparato genital femenino, desde una edad muy temprana, con el fin de imposibilitar el placer sexual de la mujer. Esta práctica, realizada por motivos culturales, religiosos, o por otros no médicos, además de implicar riesgos sanitarios potenciales, no tiene ningún beneficio para la salud y es considerada por las Naciones Unidas como una violación de los derechos humanos de las mujeres y de las niñas.
Su principal motivación podría encontrarse en el control del deseo y las conductas sexuales de las mujeres, por creer que disminuye la posibilidad de relaciones pre o extramatrimoniales.

## Historia de su estudio científico
El término clítoris procede del griego antiguo κλειτορίς (kleitorís), que fue reintroducido sin cambios en el Renacimiento. El primer médico antiguo en haberlo descrito y nombrado fue Rufo de Éfeso (siglos I-II d. C.). Este autor señala que en griego existía un verbo derivado, κλειτοριάζω (kleitoriázō), que significaba «acariciar(se) el clítoris para producir placer».
La literatura médica moderna menciona por primera vez la existencia del clítoris hacia el siglo XVI, aunque todavía se discute sobre el momento exacto. Renaldo Columbus, también conocido como Mateo Realdo Colombo, fue un profesor de cirugía en la Universidad de Padua, en Italia, y publicó en 1559 un libro, llamado De re anatomica, en el que describió «la sede del placer femenino». Columbus concluyó que «como nadie ha descubierto estos detalles y su propósito, si se permite que le dé nombres a cosas que descubro, debería ser llamado “el amor o dulzura de Venus”». La aseveración de Columbus fue rechazada por su sucesor en la universidad, Gabriele Falloppio, quien describió por primera vez las trompas de Falopio, también denominadas tubas uterinas, y se adjudicó el haber sido el primero en describir el clítoris. En el siglo XVII, el anatomista neerlandés Caspar Bartholin –véase glándulas de Bartolino– rechazó ambas pretensiones, diciendo que el clítoris ya era ampliamente conocido por la ciencia médica desde el siglo II.

### Conocimientos sobre el clítoris en la Grecia Antigua
En cuanto a las percepciones históricas y modernas del clítoris, los eruditos lo consideraron equivalente al pene durante más de 2.500 años en todos los aspectos excepto en su disposición. Debido a que a menudo se lo omite o se lo representa de manera equivocada en textos anatómicos históricos y contemporáneos, también fue objeto de un ciclo continuo de eruditos varones que afirmaban haberlo descubierto. Los antiguos griegos, los antiguos romanos y generaciones griegas y romanas hasta el Renacimiento y a lo largo de este, eran conscientes de que los órganos sexuales masculinos y femeninos eran anatómicamente similares, pero destacados anatomistas como Galeno (129 - c. 200 d. C.) o Vesalio (1514-1564) consideraban que la vagina era el equivalente estructural del pene, salvo por el hecho de estar invertida; Vesalio argumentó en contra de la existencia del clítoris en las mujeres normales, y su modelo anatómico describía la correspondencia entre el pene y la vagina, sin un papel para el clítoris.
La sexualidad en la antigua Grecia y la antigua Roma además designaban la penetración como sexualidad «definida por el hombre». El término tribas, o tribade, se utilizaba para referirse a una mujer o persona intersexual que penetraba activamente a otra persona (hombre o mujer) mediante el uso del clítoris o un consolador. Como se creía que cualquier acto sexual requería que uno de los miembros de la pareja fuera «fálico» y que, por tanto, la actividad sexual entre mujeres era imposible sin esta característica, la mitología asociaba popularmente a las lesbianas con clítoris alargados o como incapaces de disfrutar de la actividad sexual sin la sustitución de un falo.
Como describen Charlier y cols., Hipócrates describió inicialmente una pequeña protrusión de los genitales femeninos y la llamó la «columella» o «úvula», afirmando que su función era la de proteger la entrada vaginal.No obstante, señalan Charlier y cols., es evidente que este conocimiento se perdió con el tiempo, debido tal vez a malas traducciones de terminología o a que algunos académicos asumieron incorrectamente que la presencia del clítoris era una anomalía patológica infrecuente. Señalan así que Galeno, por ejemplo, creía que los genitales femeninos representaban una copia externa directa de la anatomía masculina en la que el pene era el equivalente del útero, y el glande equivalía a la cavidad vaginal, lo que no dejó explicación o siquiera mención a la existencia del clítoris.

### Edad Media y Renacimiento

De re anatomica

En 1545, Charles Estienne fue el primer escritor que identificó el clítoris en una obra basada en la disección, pero concluyó que tenía una función urinaria. Tras este estudio, Realdo Colombo (también conocido como Mateo Renaldo Colombo), profesor de cirugía en la Universidad de Padua (Italia), publicó en 1559 un libro titulado De re anatomica, en el que describe la «sede del deleite de la mujer».  En su papel de investigador, Colombo concluyó que: «Puesto que nadie ha discernido estas proyecciones y su funcionamiento, si es lícito dar nombres a las cosas por mí descubiertas, debería llamarse el amor o la dulzura de Venus», en referencia a la Venus mitológica, diosa del amor erótico. La afirmación de Colombo fue rebatida por su sucesor en Padua, Gabriel Falopio (descubridor de la trompa de Falopio), quien afirmó ser el primero en descubrir el clítoris. En 1561, Falopio declaró: «Los anatomistas modernos lo han descuidado por completo... y no dicen ni una palabra sobre él... y si otros han hablado de él, sepan que lo han tomado de mí o de mis alumnos». Esto causó un disgusto en la comunidad médica europea y, tras leer las detalladas descripciones del clítoris de Colombo y Falopio, Vesalio declaró: «No es razonable culpar a otros de incompetencia sobre la base de algún chiste de la naturaleza que se ha observado en algunas mujeres y difícilmente puede atribuirle esta parte nueva e inútil, como si fuera un órgano, a mujeres sanas». Concluyó: «Creo que tal estructura aparece en hermafroditas que, por lo demás, tienen genitales bien formados, como describe Pablo de Egina, pero no he visto ni una sola vez en ninguna mujer un pene (que Avicena llamaba albaratha y los griegos llamaban nympha alargada y clasificaban como enfermedad) o siquiera los rudimentos de un falo diminuto».
El anatomista medio tenía dificultades para rebatir las investigaciones de Galeno o Vesalio; Galeno era el médico más famoso de la época griega y sus obras se consideraban el estándar de la comprensión médica hasta y durante el Renacimiento (es decir, durante casi dos mil años), y los diversos términos que se utilizaban para describir el clítoris parecían confundir aún más la cuestión de su estructura. Además de que Avicena lo denominó albaratha o virga («vara») y Colombo lo llamó dulzura de Venus, Hipócrates utilizó el término columella («pequeña columna»), y Abulcasis, una autoridad médica árabe, lo llamó tentigo («tensión»). Los nombres indicaban que cada descripción de las estructuras se refería al cuerpo y al glande del clítoris, pero habitualmente al glande. También era conocido por los romanos, que lo denominaron (en argot vulgar) landica. Sin embargo, Alberto Magno, uno de los escritores más prolíficos de la Edad Media, consideró que era importante destacar «homologías entre las estructuras y la función masculina y femenina» añadiendo «una psicología de la excitación sexual» que Aristóteles no había utilizado para detallar el clítoris. Mientras que en el tratado de Constantino, Liber de coitu, se hace referencia al clítoris unas cuantas veces, Alberto Magno prestó la misma atención a los órganos masculinos y femeninos.

Al igual que Avicena, Alberto Magno también utilizaba la palabra virga para el clítoris, pero la empleaba para los genitales masculinos y femeninos; a pesar de sus esfuerzos por dar igual importancia al clítoris, el ciclo de supresión y redescubrimiento del órgano continuó, y una justificación del siglo XVI para la clitoridectomía parece haber sido confundida por el hermafroditismo y la imprecisión creada por la palabra nymphae sustituida por el vocablo «clítoris». La ninfotomía era una operación médica para extirpar un clítoris inusualmente grande, pero lo que se consideraba «inusualmente grande» era a menudo una cuestión de percepción. El procedimiento se realizaba de forma rutinaria en las mujeres egipcias, debido a que médicos como Jacques Daléchamps creían que esta versión del clítoris era «una característica inusual que se da en casi todas las mujeres egipcias [y] en algunas de las nuestras, de modo que cuando se encuentran en compañía de otras mujeres, o sus ropas las rozan mientras caminan o sus maridos desean acercarse a ellas, se erige como un pene masculino y, de hecho, lo utilizan para jugar con otras mujeres, como harían sus maridos... Así las partes se cortan».

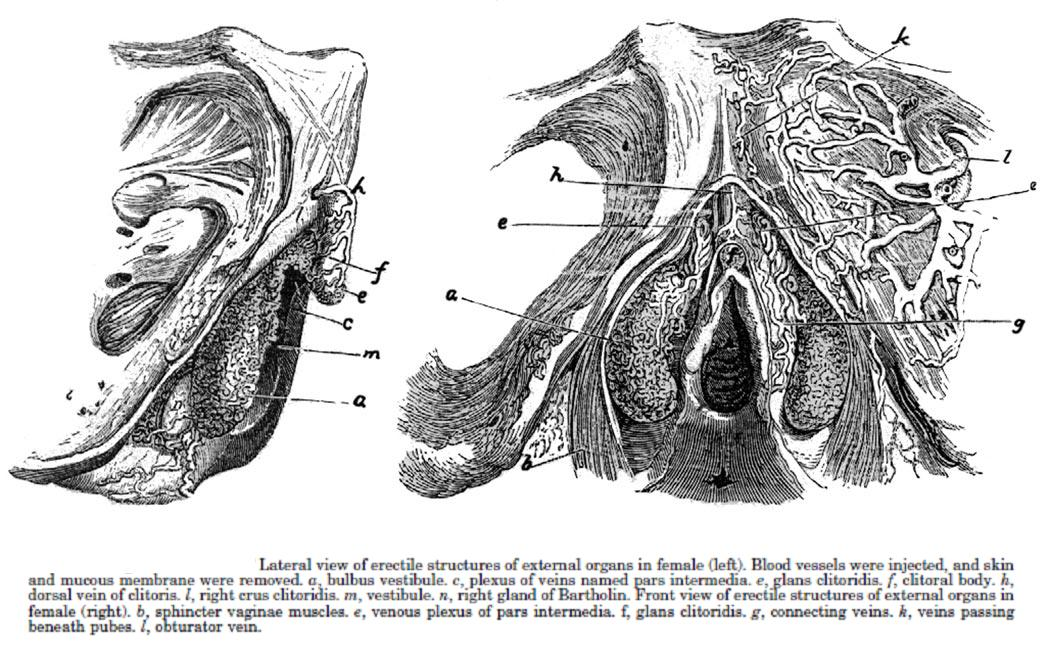
ilustración de Georg Ludwig Kobelt sobre la anatomía del clítoris.

Durante el siglo XVI, se produjeron una serie de debates entre Mateo Realdo Colombo y Gabriele Falloppio, quienes en diferentes momentos se atribuyeron haber descubierto el clítoris. Caspar Bartholin, un anatomista danés del siglo XVII, desestimó las afirmaciones de Colombo y Falloppio de que habían descubierto el clítoris, argumentando que éste era ampliamente conocido por la ciencia médica desde el siglo II. Aunque las parteras del siglo XVII recomendaban a hombres y mujeres que éstas buscaran alcanzar orgasmos para ayudarles a quedarse embarazadas en aras de la salud y el bienestar general y para mantener sus relaciones sanas, el debate sobre la importancia del clítoris persistió, notablemente en la obra de Regnier de Graaf (1672).De Graaf publicó en 1672 una descripción adecuada de las estructuras clitorales, incluyendo los bulbos, pero no fue sino hasta 1844 cuando el anatomista George Ludwig Kobelt describió completamente su neurovasculatura.
Al igual que Falloppio y Bartholin, de Graaf criticó la afirmación de Colombo de haber descubierto el clítoris; su obra parece haber proporcionado la primera descripción completa de la anatomía del clítoris. «Nos sorprende enormemente que algunos anatomistas no hagan más mención de esta parte que si no existiera en absoluto en el universo de la naturaleza», afirmó. «En todos los cadáveres que hemos disecado hasta ahora lo hemos encontrado bastante perceptible a la vista y al tacto». De Graaf insistió en la necesidad de distinguir nympha de clítoris, optando por «dar siempre [al clítoris] el nombre de clítoris» para evitar confusiones; esto dio lugar al uso frecuente del nombre correcto del órgano entre los anatomistas, pero teniendo en cuenta que nympha también fue variado en su uso y finalmente se convirtió en el término específico para referirse a los labios menores, se produjo más confusión.
Si bien gran parte del debate académico entre estos hombres durante estos siglos fue sobre la cuestión de la existencia o inexistencia del clítoris, Gross ha señalado que las mujeres por su parte han sabido sobre la presencia del clítoris por milenios, citando por ejemplo a la partera Jane Sharp, quien describió la función sexual del clítoris en su libro de 1671 sobre la partería.

### SiglosXIXyXX
En el siglo XIX, el anatomista alemán George Ludwig Kobelt (1804-1857) escribió una detallada descripción del clítoris interno y externo, destacando además las estructuras arteriales y nerviosas con él conectadas. Con todo, Kobelt, al igual que su colega de Graaf, dudaba de la importancia del clítoris.Como señalan Charlier y cols., a pesar de que había más información sobre el clítoris, la práctica quirúrgica de la clitoridectomía continuaba no solo como un ritual religioso, sino como un tratamiento médico y quirúrgico de enfermedades tales como la histeria, la locura, la cataplexia o la epilepsia.
El debate sobre si el orgasmo era incluso necesario para las mujeres comenzó en la época victoriana, y la teoría de Freud de 1905 sobre la inmadurez de los orgasmos del clítoris, afectó negativamente a la sexualidad de las mujeres durante la mayor parte del siglo XX. Durante esta época, las mujeres que padecían problemas uterinos, hormonales o emocionales eran diagnosticadas con una supuesta enfermedad llamada histeria femenina, la cual no tenía remedio y solo podía ser aminorada por medio de masajes de clítoris, equivalentes a lo que hoy en día reconocemos como masturbación. Los médicos manipulaban la vulva de la paciente hasta que esta alcanzaba el orgasmo, momento en que se aplacaban los síntomas de su mal. La lista de síntomas asociados con este mal era tan larga que llegó un momento en que se convirtió en una epidemia; casi cualquier dolencia leve podía servir para diagnosticar histeria.
Ya en el siglo XX, el ginecólogo William Masters y la sexóloga Virginia Johnson, conocidos popularmente por sus dos apellidos juntos, Masters y Johnson, y pioneros del estudio de la respuesta sexual humana, efectuaron estudios sobre el clítoris.
En 1998, la uróloga australiana Helen O’Connell describió por primera vez la anatomía completa del clítoris con todos sus elementos. En esa descripción se incluyen los bulbos cavernosos, se menciona su relación con la uretra y la vagina y se detalla su vascularización.
A nivel evolutivo, Geoffrey Miller ha dicho que el clítoris humano «no muestra indicios de haber evolucionado por selección preferente, es decir, por la elección directa de los machos sobre hembras con un carácter determinado. No es especialmente grande, ni tiene colores brillantes, o una forma específica, ni está exhibido en la selección durante el cortejo».

## Sociedad y cultura
Hacia el final de la Primera Guerra Mundial, un diputado británico inconformista llamado Noel Pemberton Billing publicó un artículo titulado «El culto al clítoris», en el que profundizaba en sus teorías conspirativas según las cuales Alemania pretendía derrotar a Inglaterra promoviendo el homosexualismo y el lesbianismo, y atacaba a la actriz Maud Allan y a Margot Asquith, esposa del primer ministro, H. H. Asquith, como traidoras vinculadas a estos esfuerzos. Estas acusaciones condujeron a un juicio sensacionalista por difamación, que Billing acabó ganando; Philip Hoare reportó que Billing argumentó que «como término médico, “clítoris” solo sería conocido por los “iniciados”, y era incapaz de corromper las mentes morales». Jodie Medd argumenta en relación con «el culto al clítoris» que «el cuerpo femenino no reproductivo pero deseante [...] exige y rechaza simultáneamente la atención interpretativa, incitando al escándalo a través de su propia resistencia a la representación».
Entre los siglos XVIII y XX, especialmente durante el XX, se omitieron en textos posteriores detalles del clítoris provenientes de varios diagramas genitales presentados en siglos anteriores. La extensión completa del clítoris fue aludida por Masters y Johnson en 1966, pero de una manera tan confusa que el significado de su descripción quedó oscurecido; en 1981, la Federación de Clínicas de Salud Femenina Feminista (FFWHC) continuó este proceso con ilustraciones anatómicamente precisas que identificaban dieciocho estructuras del clítoris. A pesar de las ilustraciones de la FFWHC, Josephine Lowndes Sevely, en 1987, describió la vagina como la contraparte del pene.
En cuanto a otras creencias sobre el clítoris, Hite (1976 y 1981) encontró que, durante la intimidad sexual con la pareja, la estimulación del clítoris era descrita por las mujeres más a menudo como un juego previo que como un método principal de actividad sexual, incluyendo el orgasmo. Más aún, si bien el trabajo de la FFWHC impulsó significativamente la reforma feminista de textos anatómicos, no tuvo un impacto general. La investigación de Helen O'Connell a finales de los años 90 motivó a la comunidad médica a empezar a cambiar la forma en que se define anatómicamente el clítoris. O'Connell describe que las descripciones típicas del clítoris en los libros de texto carecen de detalles e incluyen inexactitudes, tales como descripciones anatómicas antiguas y modernas de la anatomía uretral y genital humana femenina que se han basado en disecciones realizadas en cadáveres de edad avanzada cuyo tejido eréctil (clitoral) se había reducido. En cambio, atribuye al trabajo de Georg Ludwig Kobelt (1844) la descripción más completa y precisa de la anatomía del clítoris.
En el estudio de Bruce Bagemihl sobre The Zoological Record (1978-1997)—que contiene más de un millón de documentos de más de 6.000 revistas científicas—se encontraron 539 artículos centrados en el pene, mientras que se encontraron apenas 7 centrados en el clítoris. En el año 2000, los investigadores Shirley Ogletree y Harvey Ginsberg llegaron a la conclusión de que existe un olvido generalizado de la palabra clítoris en la lengua vernácula. Examinaron los términos utilizados para describir los genitales en la base de datos PsycINFO entre 1887 y 2000 y descubrieron que pene se utilizaba en 1482 fuentes, vagina en 409, mientras que clítoris solo se mencionaba en 83. Además, analizaron 57 libros incluidos en una base de datos informática sobre educación sexual. En la mayoría de los libros, el pene era la parte del cuerpo más mencionada, más que el clítoris, la vagina y el útero juntos. Por último, investigaron la terminología empleada por estudiantes universitarios, entre euroamericanos (76%/76%), hispanos (18%/14%) y afroamericanos (4%/7%), en relación con las creencias de los estudiantes sobre la sexualidad y sus conocimientos sobre el tema. La inmensa mayoría de estudiantes fueron educados para creer que la vagina es la contraparte femenina del pene. Los autores descubrieron que la creencia de los estudiantes de que la parte interna de la vagina es la parte más sensible sexualmente del cuerpo femenino se correlacionaba con actitudes negativas hacia la masturbación y un fuerte apoyo a mitos sexuales.

### SigloXXI
Un estudio de 2005 informó que, entre una muestra de estudiantes universitarios, las fuentes más citadas sobre el conocimiento del clítoris eran la escuela y amigos, y que esto se asociaba con el conocimiento menos evaluado. El conocimiento del clítoris por autoexploración fue lo menos citado, pero «los encuestados respondieron correctamente, en promedio, a tres de las cinco medidas de conocimiento del clítoris». Los autores afirmaron que «el conocimiento se correlacionaba significativamente con la frecuencia del orgasmo de las mujeres en la masturbación, pero no durante el sexo en pareja» y que sus «resultados se discuten a la luz de la desigualdad de género y de una construcción social de la sexualidad, respaldada tanto por hombres como por mujeres, que privilegia el placer sexual de los hombres sobre el de las mujeres, de tal manera que el orgasmo para las mujeres es placentero, pero en última instancia incidental». Concluyeron que parte de la solución para remediar «este problema» requiere que se enseñe a hombres y mujeres más sobre el clítoris de lo que se hace actualmente.[cita requerida]

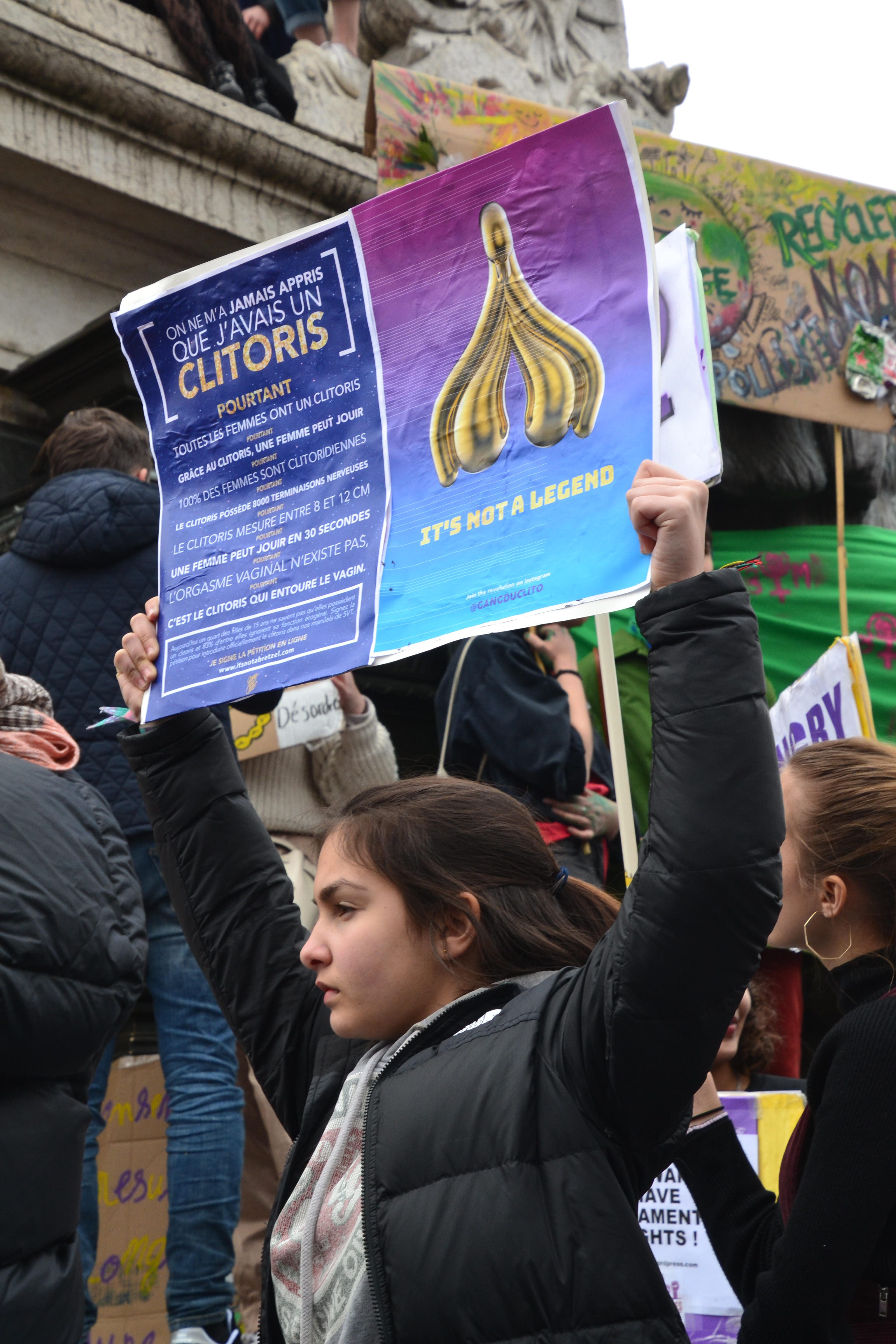
Joven protestando a favor del conocimiento del clítoris en una manifestación por los derechos de la mujer en París, 2019

En mayo de 2013, el grupo humanitario Clitoraid lanzó la primera Semana Internacional de Concienciación sobre el Clítoris, del 6 al 12 de mayo. La portavoz de Clitoraid, Nadine Gary, declaró que la misión del grupo es concienciar al público sobre el clítoris porque «ha sido ignorado, vilipendiado, convertido en tabú y considerado pecaminoso y vergonzoso durante siglos». Desde el año 2019, en distintas partes del mundo se anuncia el 22 de mayo como día por la autoconciencia del clítoris. En el año 2023, Las Clito (Chile) y cursantes de la Maestría en Estudios Feministas de la Universidad de Buenos Aires, instalaron en el obelisco, un clítoris inflable de 3 metros, obra de la activista francesa Julia Pietri.
En 2016, Odile Fillod creó un modelo de clítoris de tamaño completo, imprimible en 3D y de código abierto, para ser utilizado en un conjunto de vídeos antisexistas que le habían encargado. Fillod fue entrevistada por Stephanie Theobald, cuyo artículo en The Guardian afirmaba que el modelo 3D se utilizaría para la educación sexual en las escuelas francesas, desde el nivel primario hasta el secundario, a partir de septiembre de 2016; no fue así, pero la historia se hizo viral en todo el mundo.
En un estudio de 2019, se administró un cuestionario a una muestra de estudiantes de postgrado en ciencias de la educación para trazar el nivel de sus conocimientos relativos a los órganos del sistema reproductor femenino y masculino. Los autores informaron de que cerca de dos tercios de los estudiantes no lograron nombrar los genitales femeninos externos, como el clítoris y los labios, incluso después de que se les proporcionaran imágenes detalladas. Un análisis de 2022 informó que el clítoris solo se menciona en uno de los 113 libros de texto griegos de educación secundaria utilizados en las clases de biología desde la década de 1870 hasta la actualidad.

## En otras especies
Si bien el clítoris existe en todas las especies de mamíferos, existen pocos estudios detallados de la anatomía del clítoris en especies diferentes a los seres humanos. Se han realizado estudios sobre el clítoris de gatos, ovejas y ratones. El clítoris se encuentra especialmente desarrollado en fosas, simios, lémures, topos, y, como ocurre con el pene de muchos mamíferos placentarios no humanos, a menudo contiene un huesecillo. En las hembras, este hueso se conoce como el os clitoridis. Muchas especies de topos tálpidos exhiben clítoris peniformes que son atunelados por la uretra y que tienen tejido eréctil.Investigaciones con topos ibéricos han revelado que las gónadas femeninas se desarrollan en un «patrón cuasi-testicular».El clítoris existe en ofidios, tortugas, cocodrilos, y en especies de aves como las avestruces, si bien no se ha descrito en aves adultas.Algunas hembras intersexuales de osos se aparean y dan a luz a través de la punta del clítoris, por medio de «un canal de parto que atraviesa el clítoris en vez de formar una vagina separada» (rasto del que se estima constituye entre 10 y 20 % de la población de osos),aunque de acuerdo con la investigación las hienas moteadas son las únicas hembras no hermafroditas entre los mamíferos que carece de una abertura vaginal externa, y cuya anatomía sexual es distinta de los casos típicos de intersexualidad.

### Primates no humanos
En los monos araña, el clítoris está especialmente desarrollado y tiene un conducto interior, o uretra, que lo hace casi idéntico al pene, y retiene y distribuye gotas de orina cuando la hembra se desplaza. Según el experto Alan F. Dixson, esta orina «se vacía en las bases del clítoris, fluye por el surco poco profundo de su superficie perineal y es retenida por los pliegues de la piel a cada lado del surco». Dado que los monos araña de Sudamérica tienen clítoris colgantes y eréctiles lo suficientemente largos como para confundirlos con un pene, investigadores y observadores de la especie buscan los escrotos para determinar el sexo del animal; un método similar consiste en identificar glándulas feromónicas que también pueden estar presentes en el clítoris. El clítoris se pone erecto en los monos ardilla durante las demostraciones de dominancia, lo que influye indirectamente en el éxito reproductivo de los monos ardilla.
El clítoris de los bonobos es más grande y está más exteriorizado que en la mayoría de los mamíferos. Natalie Angier ha señalado que «[una] bonobo hembra [adolescente] pesa quizá la mitad que una adolescente humana, pero su clítoris es tres veces mayor que el equivalente humano, y lo suficientemente visible como para bamboleearse inequívocamente mientras aquella camina». Las hembras bonobos practican a menudo el rozamiento genital-genital (GG), que es la forma no humana de tribadismo que practican las hembras. El etólogo Jonathan Balcombe afirmó que las hembras bonobos se frotan el clítoris rápidamente una a la otra durante diez o veinte segundos, y este comportamiento, «que puede repetirse en rápida sucesión, suele ir acompañado de chirridos, chillidos e hinchazón del clítoris», añadió que, en promedio, practican este comportamiento «aproximadamente una vez cada dos horas». En tanto los bonobos a veces se aparean cara a cara, «la bióloga evolucionista Marlene Zuk ha sugerido que la posición del clítoris en los bonobos y algunos otros primates ha evolucionado para maximizar la estimulación durante el coito».
Muchas especies de estrepsirrinos presentan clítoris alargados que están total o parcialmente canalizados por la uretra, incluidos los lémures ratón, los lémures enanos, todas las especies de Eulemur, los lorinos y los gálagos. Algunas de estas especies también presentan una membrana que sella la vagina y cierra la abertura vaginal durante épocas de no apareamiento, sobre todo los lémures ratón y enano. La morfología del clítoris del lémur de cola anillada es la más estudiada. Son descritos como «clítoris alargados y colgantes que están [completamente] canalizados por una uretra. La uretra está rodeada de tejido eréctil, lo que permite una hinchazón significativa durante temporadas de cría, pero este tejido eréctil difiere del típico cuerpo esponjoso masculino». Las hembras adultas de lémures de cola anillada no embarazadas no muestran niveles de testosterona más altos que los machos, pero sí niveles más altos de androstenediona y estrógeno durante la agresión estacional. Durante el embarazo, aumentan los niveles de estrógeno, androstenediona y testosterona, pero los fetos hembra siguen estando «protegidos» del exceso de testosterona. Estos genitales «masculinizados» se encuentran a menudo junto a otros rasgos, tales como grupos sociales dominados por las hembras, dimorfismo sexual reducido que hace que las hembras tengan el mismo tamaño que los machos, e incluso proporciones similares de sexos en poblaciones adultas. Este fenómeno ha sido bautizado como «síndrome del lémur». Un estudio de 2014 sobre la masculinización de los eulemur propuso que la masculinización morfológica y de comportamiento en las hembras de los lemuriformes es un rasgo ancestral que probablemente emergió tras su separación de los lorisiformes.